# 9969 Braille
9969 Braille är en mindre asteroid som korsar Mars bana upptäckt 27 maj 1992 av de båda amerikanska astronomerna Eleanor F. Helin och K. J. Lawrence vid Palomarobservatoriet. Den fick först den tillfälliga beteckningen 1992 KD.  Senare kallades asteroiden Braille till Louis Brailles ära på förslag av programvaruutvecklaren Kerry Babcock vid Kennedy Space Center vid The Planetary Society's tävling "Name That Asteroid". 

## Omloppsbana

9969 Braille's omloppsbana (blå), planeter (röd) och Solen (svart). Den yttersta planeten är Jupiter.

Braille har en ovanligt hög banlutning och tillhör en grupp av asteroider som har en del av sin omloppsbana innanför Mars. Simueringar av dess omloppsbana av vetenskapsmän vid Deep Space 1 förutsäger att asteroiden kommer att bli ett jordnära objekt någon gång runt år 6000 e.Kr.  Fastän det närmaste avståndet till Solen är närmare än Mars omloppsbana så tar den starkt elliptiska omloppsbanan den nästan halvvägs till Jupiter vid dess aphelium, vilket gör att medelavståndet till Solen är för stort för att asteroiden ska bli klassad som en Amor-asteroid.

## Fysiska egenskaper
Braille är en asteroid av spektralklass Q, sammansatt av olivin och pyroxen. Jordbaserade observationer har föreslagit att den kan ha varit av spektralklas V med en sammansättning lik den stora 4 Vesta. Asteroiden har en oregelbunden form med de ungefärliga måtten  2.1 × 1 × 1 km.

## Utforskning
Detaljerad information om Braille kommer främst från rymdsonden Deep Space 1 som passerade inom 26 km från asteroiden 29 juli 1999.  och från omfattande markbaserade observationer gjorda i samband med uppdraget.  Vid tidpunkten för att rymdsonden nådde Braille hade den ultravioletta spektrometern havererat, men sonden kunde sända hem två CCD-bilder av Braille från medelupplösning och tre infraröda spektra vid mötet. Även om rymdsonden kom inom 26 km från Braille så var bilderna tagna på ett avstånd av 14 000 km, på grund av problem med spårningssystemet.
Det främsta syftet med Deep Space 1:s uppdrag var att testa den teknologiska utrustningen, men mötet med Braille var av stort vetenskapligt värde. Ingen enstaka asteroid av Brailles storlek har observerats från ett så kort avstånd.